# Flugplatz Belluno

i7
i11
i13
Der Flugplatz Belluno (ital. Aeroporto di Belluno “Arturo Dell’Oro”, IATA-Code: BLX, ICAO-Code: LIDB) liegt bei Belluno in der norditalienischen Region Venetien.

## Infrastruktur und Nutzung
Der Flugplatz befindet sich in den Dolomiten, etwa vier Kilometer nordöstlich von Belluno, zwischen der Staatsstraße 50 im Westen und dem Fluss Piave im Osten. In etwa parallel zu beiden verläuft die rund 800 Meter lange Graspiste des Flugplatzes. Kleinere Abfertigungseinrichtungen und Hangars sind auf der Seite der SS50. Der Flugplatz dient in erster Linie der Allgemeinen Luftfahrt und auch als Stützpunkt für Rettungshubschrauber. Betrieben wurde er lange Zeit vom örtlichen Luftsportverein, seit 2022 von der staatlichen ENAC Servizi.

## Geschichte
Der Flugplatz wurde 1916 vom italienischen Militär eingerichtet und während des Ersten Weltkriegs als Frontflugplatz genutzt. Von 1932 bis 1936 war hier auch eine zivile Flugschule aktiv. Im Jahr 1949 erfolgte die Gründung des Aeroclubs Belluno, der in den folgenden Jahren eine Flug- und eine Fallschirmspringerschule aufbaute. 1963 befand sich auf dem Flugplatz die logistische Basis für die Katastrophenhilfe nach dem Vajont-Unglück. In den 1960er Jahren verband die Regionalfluggesellschaft Aeralpi Belluno mit Mailand, Venedig und Cortina d’Ampezzo, wobei am 11. März 1967 beim Anflug auf Belluno eine Twin Otter bei Fadalto verunglückte (siehe unten bei Zwischenfälle). Im Jahr 1968 übertrug das Militär den Betrieb von Teilen des Flugplatzes an den Aeroclub Belluno, nach Abzug der letzten Heeresflieger-Einheit im Jahr 1990 dann auch den Rest. Im Jahr 2007 wurden der Flugplatz und seine Anlagen modernisiert.
Der Flugplatz Belluno ist nach dem im chilenischen Vallenar geborenen italienischen Unteroffizier und Militärpiloten Arturo Dell’Oro benannt. Weil die Bordwaffe seines Flugzeuges ausgefallen war, rammte er am 1. September 1917 über Belluno ein österreichisches Flugzeug, woraufhin beide abstürzten.

## Zwischenfälle
- Am 11. März 1967 wurde eine de Havilland Canada DHC-6-100 Twin Otter der italienischen Aeralpi (Luftfahrzeugkennzeichen I-CLAI) auf dem Flug von Venedig zu ihrem Heimatflugplatz Cortina d’Ampezzo in einen Berg geflogen. Während des Ausweichflugs zum Flugplatz Belluno, der nach Sichtflugregeln, aber in dichtem Nebel weitergeführt wurde, kollidierte die Maschine in einem Tal nahe dem Fadalto-Pass mit dem 1763 Meter hohen Berg Col Visentin. Bei diesem CFIT (Controlled flight into terrain) wurden 5 der 6 Insassen getötet, beide Piloten und 2 der 3 Passagiere. Dies war der erste tödliche Unfall mit einer DHC-6 Twin Otter und auch der erste Totalschaden.[1]